# Élections fédérales canadiennes de 2021 à l'Île-du-Prince-Édouard
Les élections fédérales canadiennes de 2021 à l'Île-du-Prince-Édouard ont lieu le 20 septembre 2021, comme dans le reste du Canada. La province est représentée par 4 députés à la Chambre des communes, soit le même nombre que lors des élections fédérales canadiennes de 2019 à l'Île-du-Prince-Édouard.

## Résultats par parti

### Résultats généraux
| Parti                    | Parti                              | Voix    | %     | +/-  | Sièges | +/-           |
| ------------------------ | ---------------------------------- | ------- | ----- | ---- | ------ | ------------- |
|                          | Parti libéral (PLC)                | 38 956  | 46,23 | 2,58 | 4      | en stagnation |
|                          | Parti conservateur (PCC)           | 26 673  | 31,65 | 4,26 | 0      | en stagnation |
|                          | Parti vert (PVC)                   | 8 048   | 9,55  | 11,3 | 0      | en stagnation |
|                          | Nouveau Parti démocratique (NPD)   | 7 712   | 9,15  | 1,52 | 0      | en stagnation |
|                          | Parti populaire (PPC)              | 2 738   | 3,25  | Nv   | 0      | Nv            |
|                          | Parti de l'héritage chrétien (PHC) | 145     | 0,17  | 0,31 | 0      | en stagnation |
|                          |                                    |         |       |      |        |               |
| Suffrages exprimés       | Suffrages exprimés                 | 84 272  |       |      |        |               |
| Votes blancs ou nuls     |                                    |         |       |      |        |               |
| Total                    | Total                              |         | 100   | -    | 4      | en stagnation |
| Abstention               |                                    |         |       |      |        |               |
| Inscrits / participation | Inscrits / participation           | 118 071 | 71,37 |      |        |               |

### Élus
| Circonscriptions | Député sortant | Député sortant    | Député gagnant    | Député gagnant    |
| ---------------- | -------------- | ----------------- | ----------------- | ----------------- |
| Cardigan         |                | Lawrence MacAulay | Lawrence MacAulay | Lawrence MacAulay |
| Charlottetown    |                | Sean Casey        | Sean Casey        | Sean Casey        |
| Egmont           |                | Bobby Morrissey   | Bobby Morrissey   | Bobby Morrissey   |
| Malpeque         |                | Wayne Easter      |                   | Heath MacDonald   |